# Alexei Borissowitsch Rodionow
Alexei Borissowitsch Rodionow (russisch Алексей Борисович Родионов, * 26. April 1947 in Moskau) ist ein russischer Kameramann.

## Leben
Rodionow wurde am Gerassimow-Institut für Kinematographie in Moskau als Kameramann ausgebildet. Nach Abschluss des Studiums 1972 arbeitete er zunächst als Kameraassistent, u. a. für Sergei Urussewski an dessen letztem Film Sing dein Lied, Dichter (1972), einer Filmbiografie des russischen Lyrikers Sergei Jessenin. Für Elem Klimow filmte Rodionow das Drama Abschied von Matjora und den Antikriegsfilm Komm und sieh.
1992 wurde er von Sally Potter für ihren Film Orlando engagiert. An zwei weiteren Filmen Potters war er ebenfalls als Kameramann beteiligt, 2004 an Yes und 2017 an The Party.
Rodionow unterrichtet an der Moskauer Schule des neuen Films. Er wurde für mehrere Filmpreise nominiert. 2009 erhielt er zusammen mit Igor Grinjakin für den Film Admiral den Goldenen Adler.

## Filmografie (Auswahl)
- 1971: Petruchina familija (Kurzfilm)
- 1977: Elegija (Fernsehfilm)
- 1979: Abschied von Matjora (Proschtschanije)
- 1983: Sredi serych kamnei
- 1985: Komm und sieh (Idi i smotri)
- 1986: My wessely, stschastliwy, talantliwy!
- 1987: Schura i Proswirnjak
- 1989: Schena kerossinschtschika
- 1992: Orlando
- 1992: Ich wollte Engel sehen (Ja chotela uwidet angelow)
- 1995: Der Muselmane (Mussulmanin)
- 1995: Waati
- 1995–1996: Foxy Fantasies (Red Shoe Diaries, Fernsehserie, 6 Episoden)
- 1997: Eine Leidenschaft in der Wüste (Passion in the Desert)
- 1998: Talk of Angels
- 2000: Cinderella (Fernsehfilm)
- 2000: Eisenstein
- 2000: 24 tschassa
- 2002: Where Eskimos Live
- 2004: Yes
- 2004: Schtrafbat (Fernsehserie, 11 Episoden)
- 2008: Admiral
- 2011: Generation P
- 2011: Beduin
- 2013: Uchodjaschtschaja natura (Fernsehserie, 13 Episoden)
- 2015: Dschuna (Fernsehserie, 12 Episoden)
- 2017: The Party